# Agence France Trésor
Die Agence France Trésor (AFT; wörtlich übersetzt Agentur Staatsschatz Frankreich) ist eine Institution des französischen Staates mit der Aufgabe, die Gelder und Schulden des Staates zu verwalten. Die AFT wurde durch den Erlass vom 8. Februar 2001 gegründet und ist der Direction générale du Trésor angegliedert, einer Abteilung des Ministère de l’Économie, des Finances et de l’Industrie français (Französisches Wirtschafts-, Finanz- und Industrieministerium).

## Aufgaben
Beim Führen der Staatskasse übt Agence France Trésor die drei üblichen Funktionen einer Kasse aus: Sie erstellt täglich eine möglichst präzise Voraussage über Zahlungseingänge und -ausgänge, legt eventuelle Überschüsse zu möglichst guten Konditionen an und leiht sich benötigte Gelder zu möglichst niedrigen Zinsen.

## Organisation
Die Behörde wird vom Generaldirektor geführt (seit 2009 Philippe Mills); ihr Präsident, Jacques de Larosière, ist der Directeur général du Trésor et de la politique économique. Die Leitung der AFT wird von einem Strategiekomitee beraten. 2009 bestand dieses aus zehn qualifizierten Personen und trat mindestens zweimal jährlich zusammen. Es berät die AFT zu ihrer langfristigen Emissionspolitik. Neben dem Generaldirektor sind folgende Personen Mitglieder des Strategiekomitee:
- Peter R. Fisher: Manager bei BlackRock; ehemaliger Untersekretär des amerikanischen Schatzamtes
- Jean-Louis Fort: ehemaliger Generalsekretär der Commission bancaire[4]
- Francesco Giavazzi: Wirtschaftsprofessor an der Universität Bocconi von Mailand
- Jean-Pierre Halbron: Ehemaliger  stellvertretender geschäftsführender Direktor von Alcatel
- Emmanuel Hau: Direktoriumsmitglied der Compagnie Financière Edmond de Rothschild
- Assad J. Jabre: Mitglied des Vorstandes der Ecobank Transnational Incorporated
- René Karsenti: Président exécutif der International Capital Market Association
- Ng Kok Song: Generaldirektor der Government of Singapore Investment Corp. (Staatsfonds des Staates Singapur)
- Bertrand de Mazières: CFO der Europäischen Investitionsbank von Luxemburg

## Partner
Der Spécialiste en valeurs du Trésor (SVT) ist Partner der Agence France Trésor bei allen Markttätigkeiten. Er berät und unterstützt die AFT hinsichtlich ihrer Politik der Emission von Staatspapieren und des Schuldenmanagements. Die Association des Marchés de Taux en Euro (AMTE) berät die Agence France Trésor in allen europäischen Fragen. Die AFT arbeitet außerdem eng mit der Banque de France zusammen.